# Paolo
Paolo  è un nome proprio di persona italiano maschile.

## Varianti
- Maschili: Polo[2], Pagolo (arcaica)[2], Pavolo (arcaica)[6]
  - Alterati: Paolino[2][4][5][7], Paolone, Paoletto, Paolotto[2], Paoluccio[5], Paolillo[2]
  - Ipocoristici: Lino, Lotto[2], Lillo
  - Composti: Gianpaolo, Pierpaolo
- Femminili: Paola[2][4]

### Varianti in altre lingue
- Albanese: Pal[1], Pali[1], Pavli[1]
- Arabo: بولس (Bulus, Boulus)[1]
- Armeno: Պողոս (Poghos, Boghos)[1]
- Bielorusso: Павел (Pawel, Pavel)
  - Alterati: Паўлюк (Pauliuk)
- Bretone: Paol[1]
- Bulgaro: Павел (Pavel)[1]
- Catalano: Pau[1], Pol
- Ceco: Pavel[1]
- Corso: Paulu[1]
- Croato: Pavao[1], Pavle[1]
  - Ipocoristici: Pavo[1]
- Danese: Poul[1], Paul[1]
  - Alterati: Palle[1]
- Emiliano: Pèvel[1]
- Esperanto: Paŭlo[1]
  - Alterati: Paĉjo[1]
- Finlandese: Paavali[1], Paavo[1], Pauli[1]
- Francese: Paul[1][5]
- Francese antico: Pol[3]
- Galiziano: Paulo[1]
- Georgiano: პავლე (Pavle)[1]
- Greco biblico: Παυλος (Paulos)[1]
- Greco moderno: Παύλος (Paulos)[1]
- Inglese: Paul[1][3][5]
  - Alterati: Paulie[1]
- Irlandese: Pól[1], Pódhl
- Islandese: Páll[1]
- Latino: Paulus[1][2][3][4][8]
  - Alterati: Paullus[4]
- Lettone: Pāvils[1]
- Ligure: Poulo[9]
  - Ipocoristici: Poulin
- Lituano: Paulius[1], Povilas
- Macedone: Павле (Pavle)[1], Павел (Pavel)[1]
- Maltese: Pawl, Pawlu
- Māori: Paora[1]
- Norvegese: Pål[1], Paul[1]
- Occitano: Pau[1]
- Olandese: Pauwel[1], Paul[1]
- Polacco: Paweł[1]
- Portoghese: Paulo[1]
  - Alterati: Paulino[1], Paulinho[1]
- Rumeno: Paul[1]
- Russo: Павел (Pavel)[1][3][5]
  - Ipocoristici: Паша (Paša)[1]
- Sardo: Paulu
- Scozzese: Pàl[1], Pòl[1]
- Serbo: Павле (Pavle)[1]
- Slovacco: Pavol[1]
- Sloveno: Pavel[1]
- Spagnolo: Pablo[1][3][5]
  - Alterati: Pablito, Paulino[1]
- Svedese: Pål[1], Paul[1]
- Svizzero tedesco: Paul
  - Alterati: Pauli[10]
- Tedesco: Paul[1][5]
- Ucraino: Павло (Pavlo)[1]
- Ungherese: Pál[1]

## Origine e diffusione

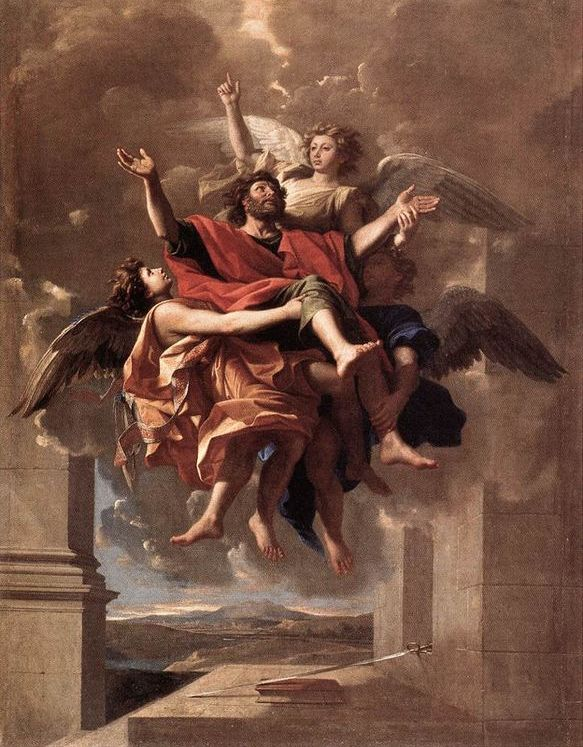
L'estasi di san Paolo, Nicolas Poussin

Di uso comune ai giorni nostri e ben attestato su tutto il territorio nazionale, il nome Paolo deriva dal latino Paulus, noto fin dall'epoca dell'antica Roma, trattandosi del cognomen romano della gens Aemilia. È tratto dall'omonimo aggettivo, paulus, che significa, in senso stretto, "di piccola quantità", "piccolo".
Considerando il contesto dei cognomina romani, è possibile che, in origine, Paulus venisse imposto o al figlio più giovane (ovvero "il più piccolo") della famiglia oppure al più piccolo o più giovane fra due membri omonimi dello stesso nucleo familiare (ad esempio nel caso della tradizionale omonimia fra nonno e nipote o, talvolta, anche fra padre e figlio o ancora tra fratelli, e via dicendo). La stessa logica, per maggior chiarezza, fa da sfondo a tutta una serie di cognomina latini, quali ad esempio Primo, Secondo, Terzo, Maggiore, Massimo, Magno, e così via.
Nel corso dei secoli l'accezione di questo termine si estese fino a significare anche "umile". Questo significato, in particolare, fa da sfondo alla popolarità del nome Paolo fra i primi cristiani, accentuata poi notevolmente dalla figura di san Paolo (il cui nome originale era Saul); il culto verso i numerosi santi così chiamati ha poi sostenuto la diffusione del nome, permettendogli anche di resistere al dominio longobardo, durante il quale gran parte dei nomi latini andò fuori uso. Per quanto riguarda l'Inghilterra, era piuttosto raro durante il Medioevo, cominciando ad avere una diffusione degna di nota solo a partire dal XVII secolo.
Da Paolo deriva anche il cognome Paul.

## Onomastico
L'onomastico si festeggia solitamente, sia per la Chiesa cattolica che per quella ortodossa, il 29 giugno, in memoria di san Paolo, apostolo e martire. Sono altresì numerosi i santi e i beati che hanno portato questo nome; fra gli altri si ricordano, alle date seguenti:
- 10 gennaio, san Paolo di Tebe, eremita[11]
- 30 gennaio, san Paolo Ho Hyob, uno dei martiri coreani[11]
- 1º febbraio, san Paolo, vescovo di Saint-Paul-Trois-Châteaux[11]
- 6 febbraio, san Paolo Miki, martire con altri compagni a Nagasaki[11]
- 8 febbraio, san Paolo, vescovo di Verdun[11]
- 12 febbraio, beato Paolo da Barletta, frate agostiniano[11]
- 13 febbraio, san Paolo Lê-Văn-Lộc, sacerdote, uno dei martiri del Vietnam[11]
- 13 febbraio, san Paolo Liu Hanzuo, sacerdote e martire a Chengdu (Cina)[11]
- 7 marzo, san Paolo di Plousias, vescovo di Prusa[11]
- 7 marzo, san Paolo il Semplice, monaco in Tebaide, discepolo di sant'Antonio abate[11]
- 12 marzo, san Paolo Aureliano, vescovo di Saint-Pol-de-Léon[11]
- 20 marzo, san Paolo, Cirillo e altri compagni, martiri ad Antiochia[11]
- 16 aprile, san Pavel di Kolomna, vescovo e martire de Vecchi Credenti
- 29 maggio, san Paolo VI, papa[11]
- 25 giugno, beato Paolo Giustiniani, monaco camaldolese[11]
- 26 giugno, san Paolo, martire con san Giovanni a Roma sotto Diocleziano[11]
- 28 giugno, san Paolo I, papa[11]
- 29 giugno, santi Paolo Wu Yan e Paolo Wu Wanshu, martiri con san Giovan Battista Wu Mantang in Hebei (Cina)[11]
- 17 luglio, beato Pavol Peter Gojdič, eparca di Prešov e martire a Leopoldov[11]
- 20 luglio, san Paul Denn, gesuita francese martire a Zhujiahe (Cina)[11]
- 15 settembre, beato Paolo Manna, missionario del PIME e fondatore dell'Unione Missionaria del Clero[11]
- 17 ottobre, san Paolo di Tammah, eremita, venerato dalla Chiesa copta
- 18 o 19 ottobre, san Paolo della Croce, sacerdote, fondatore della Congregazione della Passione di Gesù Cristo e delle monache Passioniste[11]
- 19 dicembre, san Paolo, martire con Dario, Zosimo e Secondo a Nicea[11]

Il 25 gennaio si ricorda inoltre la Conversione di San Paolo.

## Persone

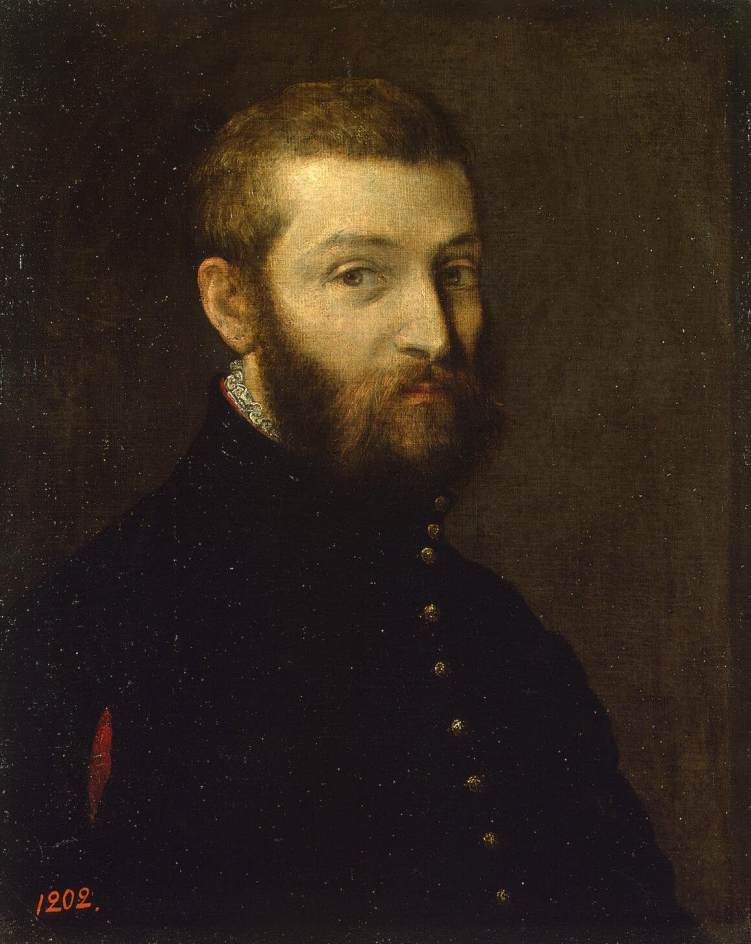
Paolo Veronese

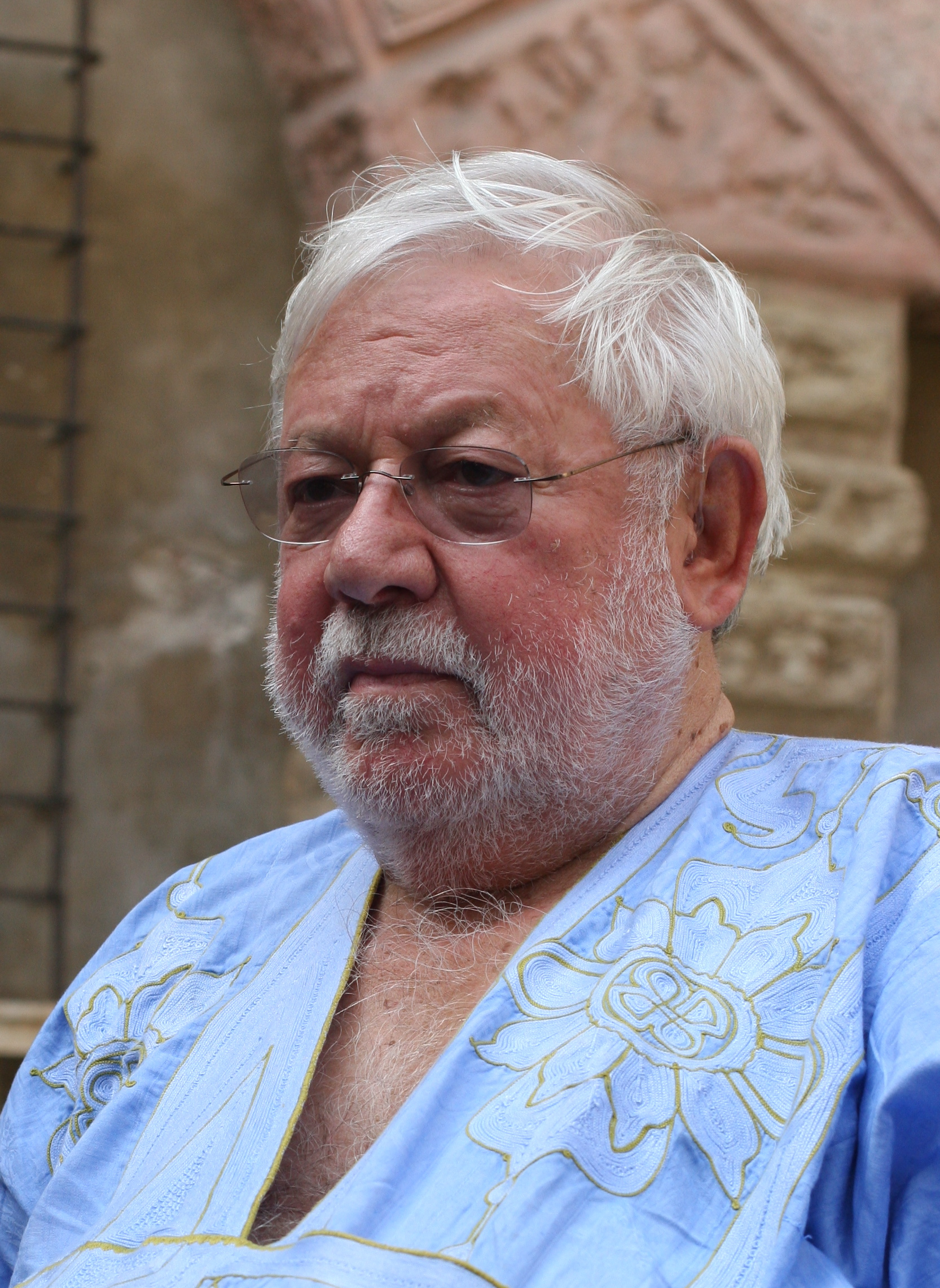
Paolo Villaggio

- Lucio Emilio Paolo, politico e generale romano
- Lucio Emilio Paolo Macedonico, politico e generale romano
- Marco Emilio Paolo, politico e generale romano
- Giulio Paolo, giureconsulto romano e prefetto del pretorio
- Paolo III, papa
- Paolo VI, papa
- Paolo di Tarso, scrittore, teologo e santo romano
- Paolo Attivissimo, giornalista, scrittore, conduttore radiofonico e traduttore italiano
- Paolo Borsellino, magistrato italiano
- Paolo Bonolis, conduttore televisivo e showman italiano
- Paolo Conte, cantautore, paroliere e polistrumentista italiano
- Paolo Kessisoglu, attore, comico e conduttore televisivo italiano
- Paolo Limiti, paroliere, conduttore televisivo e produttore televisivo italiano
- Paolo Lorenzi, tennista italiano
- Paolo Maldini, calciatore italiano
- Paolo Meneguzzi, cantautore svizzero
- Paolo Nutini, cantautore scozzese
- Paolo Sorrentino, regista, sceneggiatore e scrittore italiano
- Paolo Uccello, pittore e mosaicista italiano
- Paolo Veronese, pittore italiano
- Paolo Villaggio, attore, scrittore, comico, conduttore televisivo e doppiatore italiano
- Paolo Virzì, regista, sceneggiatore e produttore cinematografico italiano

### Variante Paul
- Paul Cézanne, pittore francese
- Paul Gauguin, pittore francese
- Paul Klee, pittore tedesco

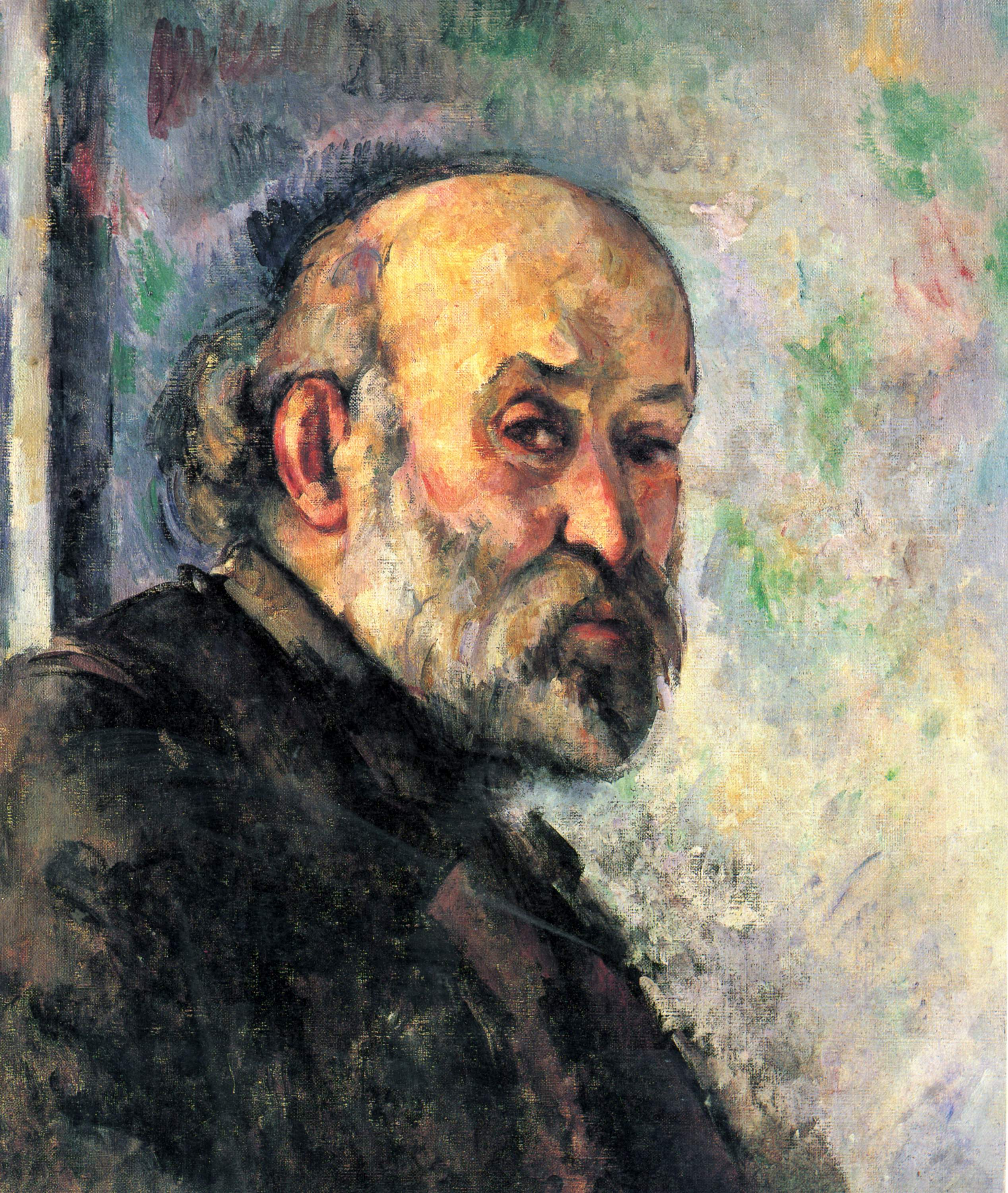
Paul Cézanne

- Paul Marcinkus, arcivescovo cattolico statunitense
- Paul McCartney, cantautore, polistrumentista, compositore e produttore discografico britannico
- Paul Newman, attore, regista e produttore cinematografico statunitense
- Paul Stupar, retroammiraglio austro-ungarico
- Paul Verlaine, poeta francese
- Paul Walker, attore, regista e produttore cinematografico statunitense

### Variante Paulo

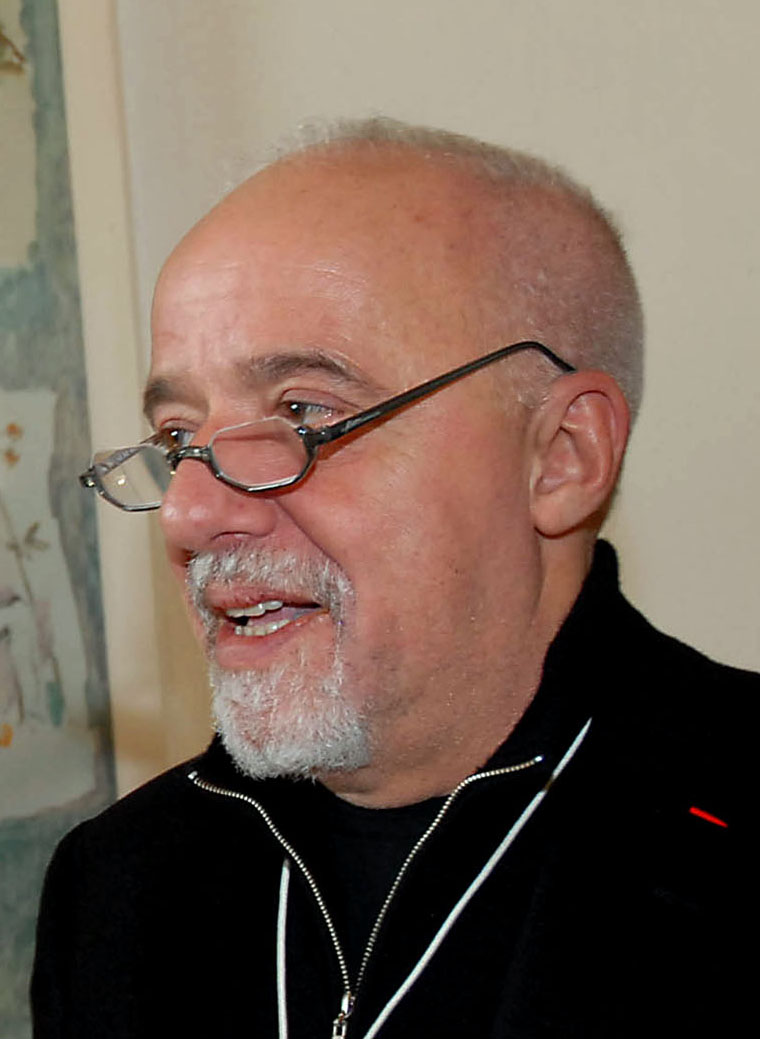
Paulo Coelho

- Paulo Evaristo Arns, cardinale e arcivescovo cattolico portoghese
- Paulo Branco, produttore cinematografico e attore portoghese
- Paulo Coelho, scrittore e poeta brasiliano
- Paulo Fambri, patriota e politico italiano
- Paulo Freire, pedagogista brasiliano
- Paulo Maluf, imprenditore, ingegnere e politico brasiliano
- Paulo Mendes da Rocha, architetto e urbanista brasiliano
- Paulo Thiago, artista marziale misto brasiliano

### Variante Pablo
- Pablo Andújar, tennista spagnolo

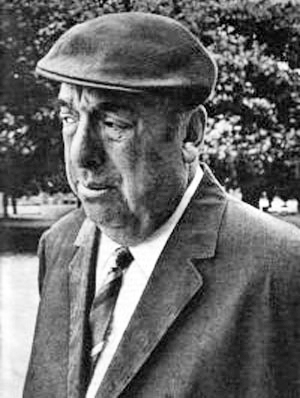
Pablo Neruda

- Pablo Batalla, calciatore argentino
- Pablo Escobar, criminale colombiano
- Pablo Espinosa, attore spagnolo
- Pablo Neruda, poeta, scrittore, attivista e diplomatico cileno
- Pablo Osvaldo, calciatore argentino naturalizzato italiano
- Pablo Picasso, pittore, scultore e litografo spagnolo

### Variante Pavel

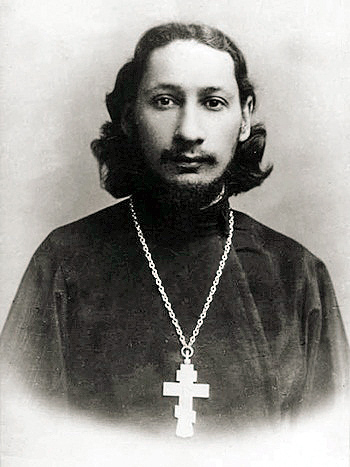
Pavel Florenskij

- Pavel Beljaev, cosmonauta sovietico
- Pavel Čičagov, generale e ammiraglio russo
- Pavel Florenskij, filosofo, matematico e religioso russo
- Pavel Gerdt, ballerino russo
- Pavel Hlava, operaio ceco famoso per aver ripreso lo schianto del volo American Airlines 11 contro la Torre Nord del World Trade Center
- Pavel Nedvěd, dirigente sportivo ed ex calciatore ceco
- Pavel Pestel', rivoluzionario russo
- Pavel Pogrebnjak, calciatore russo
- Pavel Solov'ëv, ingegnere aeronautico sovietico
- Pavel Suchoj, ingegnere aeronautico sovietico
- Pavel Vinogradov, cosmonauta russo

### Variante Paweł
- Paweł Deląg, attore polacco

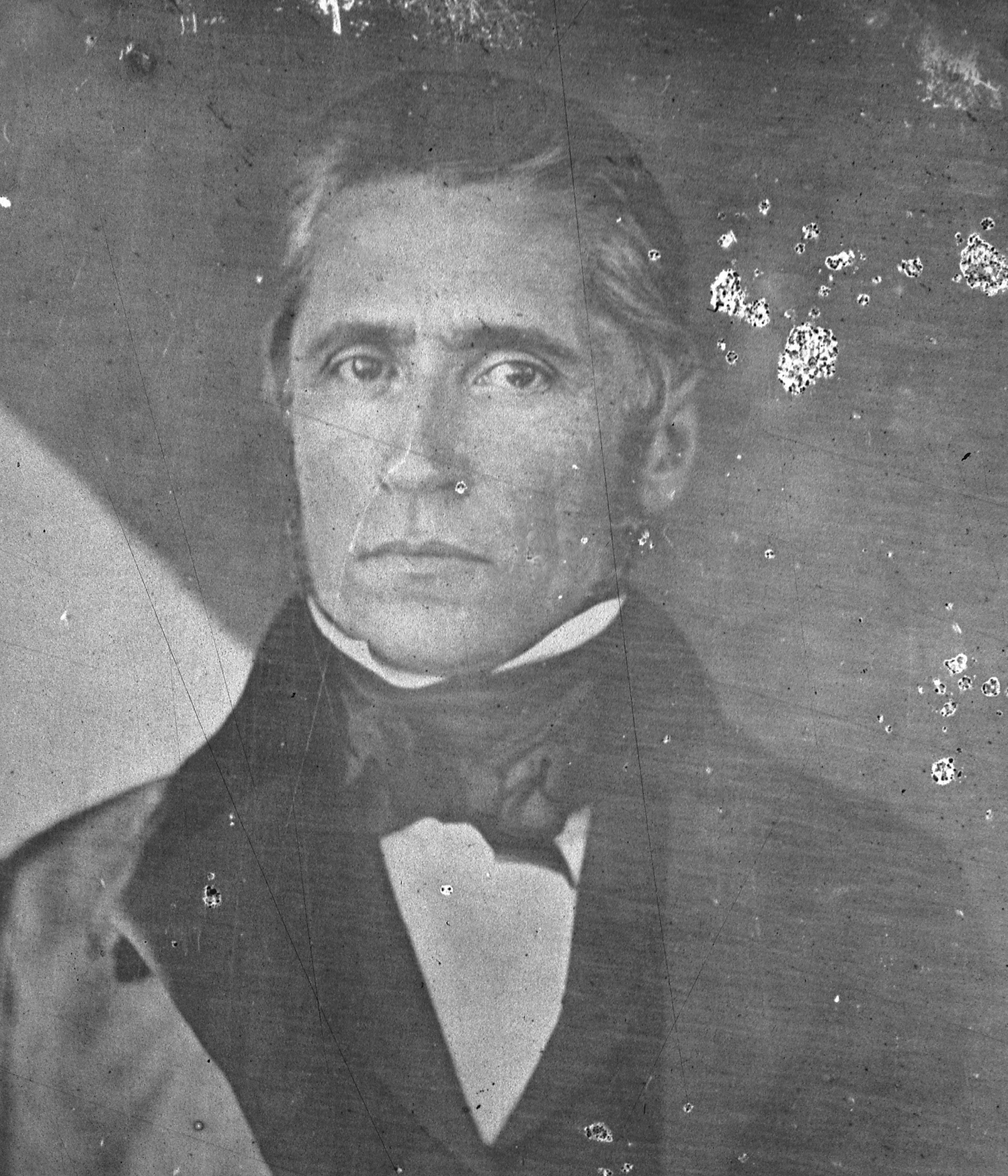
Paweł Edmund Strzelecki

- Paweł Huelle, scrittore e giornalista polacco
- Paweł Janas, calciatore e allenatore di calcio polacco
- Paweł Kukiz, cantante, attore e politico polacco
- Paweł Mąciwoda, bassista polacco
- Paweł Pawlikowski, regista polacco
- Paweł Piasecki, vescovo cattolico e politico polacco
- Paweł Edmund Strzelecki, geologo, esploratore e alpinista polacco

### Variante Pavle
- Pavle, patriarca serbo (1990-2009)
- Pavle Merkù, compositore, etnomusicologo e linguista italiano
- Pavle Ninkov, calciatore serbo

### Altre varianti
- Pau Casals, violoncellista, compositore e direttore d'orchestra spagnolo
- Pau Gasol, ex cestista spagnolo

## Il nome nelle arti
- Pavel Ivanovič Čičikov è il nome del protagonista de Le anime morte, la più celebre opera di Nikolaj Vasil'evič Gogol'.
- Pavel Chekov è un personaggio della serie televisiva di fantascienza Star Trek (la serie classica) interpretato da Walter Koenig.
- Paolo il caldo è un romanzo di Vitaliano Brancati, da cui è stato tratto anche un film.
- Paolo è il protagonista del romanzo Paolo e Virginia.
- Paolo Sala detto "Paolin" e Paolo Pozzi detto "Paolon" sono due amici, personaggi del romanzo Piccolo mondo antico di Antonio Fogazzaro.
- Paolo e Francesca è un episodio della Commedia di Dante da cui sono stati tratti almeno un film nel 1950 e uno nel 1971.
- Padre Pablo Ramírez è un personaggio minore del film del 1966 Il buono, il brutto, il cattivo.
- Paul Atreides è un personaggio del romanzo e del film con il titolo Dune.
- Paolo Barca, maestro elementare, praticamente nudista è un film del 1975.
- Paolo Pa è il titolo di una canzone del Banco del Mutuo Soccorso.
- Paul è un personaggio della serie Pokémon.
- Paul Foster è un personaggio della serie televisiva UFO.
- Paul Morrow è un personaggio della serie di fantascienza degli anni 70 Spazio 1999 dove è interpretato da Prentis Hancock.
- Paul è un film commedia e di fantascienza in cui è presente tra i protagonisti un alieno chiamato appunto Paul.
- Paolo Buonanima è un personaggio della serie televisiva Mario.